# Полиция Великого Герцогства Люксембург
Полиция Великого Герцогства Люксембург (люкс. Groussherzoglech Police, нем. Großherzogliche Polizei,фр. Police Grand-Ducale) — основной правоохранительный орган Великого Герцогства Люксембург.
Полиция находится в ведении министерства внутренних дел Люксембурга, хотя подчиняется и подконтрольна напрямую Великому герцогу Люксембурга. Полиция Великого Герцогства Люксембург существует в своей текущей форме с 1 января 2000 года, когда жандармерия Люксембурга была слита с полицией.
Полиция ответственна за обеспечение внутренней безопасности в герцогстве, поддерживает общественный порядок, и контролирует соблюдение указов Великого герцога. Она также обязана оказывать помощь вооружённым силам в их внутренних операциях, согласно предписаниям Великого герцога.